# Bayard Taylor
Bayard Taylor (ur. 11 stycznia 1825 w Kennett Square, Chester (Pensylwania), zm. 19 grudnia 1878 w Berlinie) – amerykański poeta, podróżnik, autor reportaży i książek podróżniczych, tłumacz, polityk.

## Życiorys

### Dzieciństwo i pierwsze wiersze
Bayard Taylor urodził się 11 stycznia 1825 roku w małej wsi Kennett Square w hrabstwie Chester. Jego rodzice, kwakrzy Joseph Taylor i Rebecca Way, byli farmerami. Imię otrzymał na cześć Jamesa A. Bayarda, senatora z Delaware (zob. William Hill Wells). Dzięki matce nauczył się czytać w wieku 4 lat i wkrótce swobodnie czytał wiersze i książki o odległych krajach. Uczył się w szkołach średnich w West Chester i w Unionville. Formalne nauczanie skończył w 1842 roku, w wieku 17 lat, zachowując żarliwą ciekawość świata i przekonanie, że chce zostać poetą. W tymże roku rozpoczął korespondencję z R.W. Griswoldem (literackim egzekutorem Edgara Allana Poe), który był w latach 1842–1843 redaktorem Grahams Magazine i kończył opracowywanie swojej antologii The Poets and Poetry of America (wielokrotnie wznawianej). Było to początkiem literackiej przyjaźni. W październiku 1843 roku odbył się w Filadelfii pierwszy wywiad z młodym poetą, a w lutym 1844 roku opublikowano pierwszy zbiór jego wierszy – Ximena; or, the Battle of the Sierra Morena, and Other Poems.

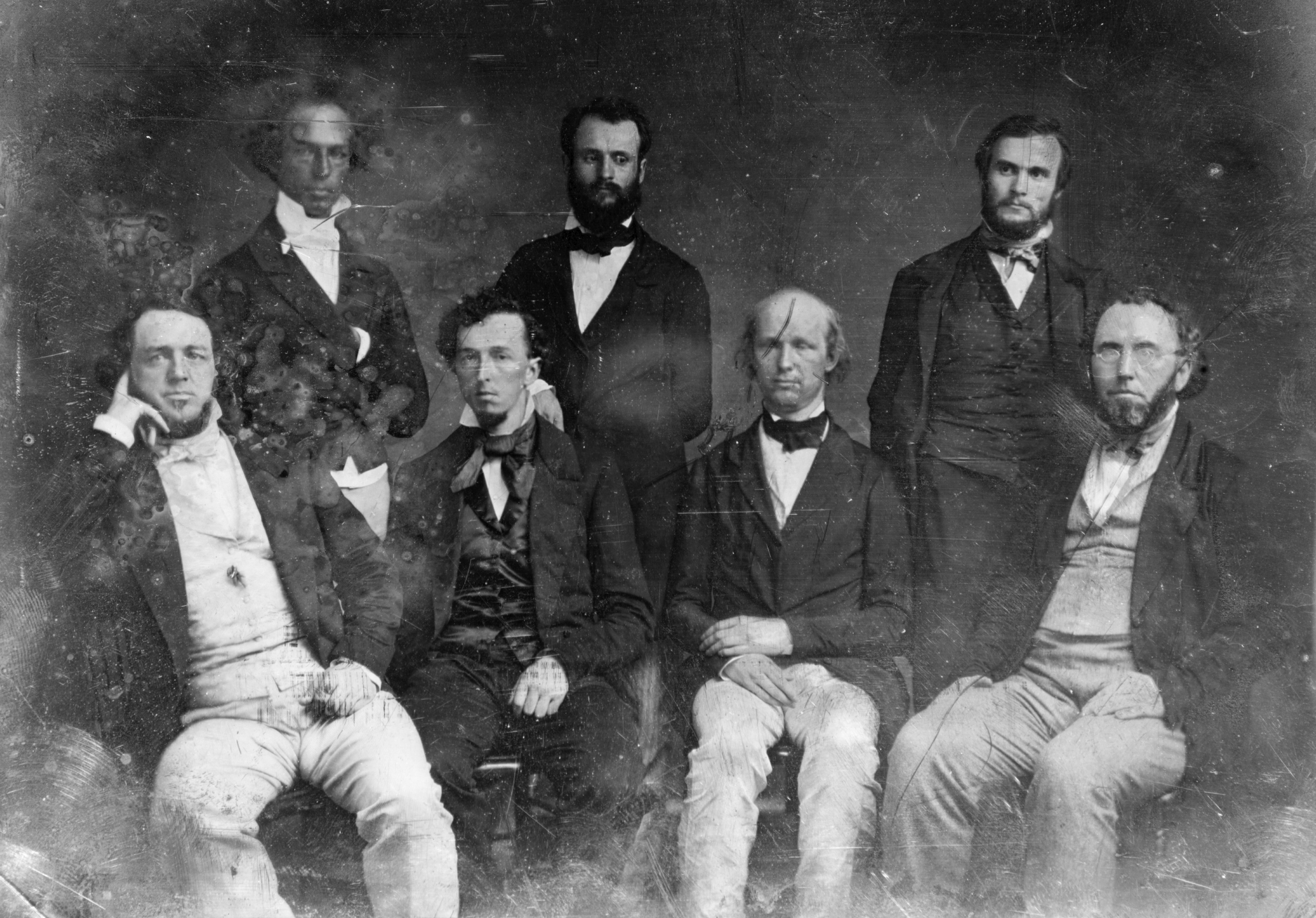
Zespół redakcyjny New York Tribune (B. Taylor – siedzi drugi od lewej)

### Największe podróże

#### Europa  (Europe Seen with a Knapsack and Staff, 1844–1846)
Spełnienie marzeń o podróżach utrudniała sytuacja finansowa. Okazało się to możliwe dzięki znalezieniu kilku wydawców (w tym Saturday Evening Post, United States Gazette i Grahams Magazine), którzy zgodzili się opłacić koszty podróży po Europie w zamian za zamówione listy-reportaże. W końcu lipca 1844 roku Bayard Taylor z kuzynem i przyjacielem (Franklin Taylor i Barclay Pennock) przybyli do Liverpoolu. Przez dwa lata zwiedzali Anglię, Niemcy i Włochy, wydając ok. sześć centów dziennie. Listy do gazet miały wielu czytelników. W 1849 roku wydano ich zbiór pt. Views A-foot, or, Europe Seen with a Knapsack and Staff (z przedmową N.P. Willisa), który  w okresie kolejnych 13 lat wznawiano 23 razy. 

#### Mary Agnew i Eldorado (1847–1850)

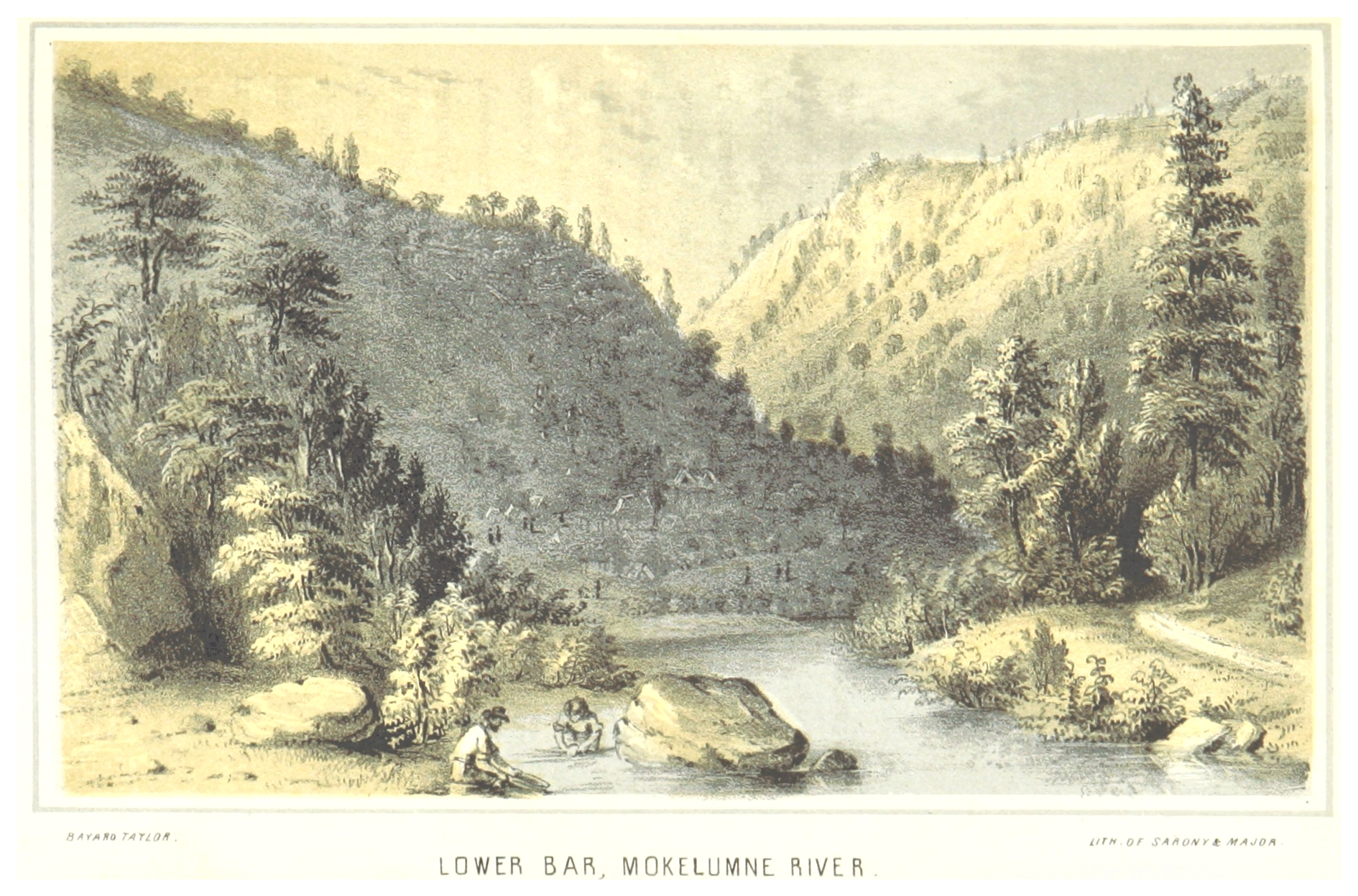
Poszukiwacze złota nad Mokelumne (Sierra Nevada 1850)

Po powrocie z Europy Taylor zamierzał osiedlić się w Kennett Square i poślubić Mary S. Agnew, ukochaną z czasów szkolnych. Napotkał sprzeciw rodziców – oczekiwali, że wcześniej znajdzie stałe zatrudnienie. Poszukiwania pracy na miejscu skończyły się niepowodzeniem. Pod koniec 1847 roku wyjechał do Nowego Jorku i podjął  pracę w biurach New York Tribune i Union Magazine. W grudniu 1848 roku opublikował Rhymes of Travel, Ballads and Poems, które przychylnie przyjął Edgar Allan Poe. W czerwcu 1849 roku rozpoczął pięciomiesięczną podróż do Kalifornii przez Przesmyk Panamski. Odwiedził San Francisco, kopalnie nad rzeką Mokelumne, Stockton, dolinę Sonomy i Sacramento. W maju 1850 roku opublikowano Eldorado; or, Adventures in the path of empire; comprising a voyage to California… – uważaną za jedną z  najważniejszych z jego prac (w ciągu dwóch tygodni od daty wydania sprzedano ok. 10 tys. egzemplarzy w Ameryce i 30 tys. w Wielkiej Brytanii). W czasie podróży korespondował z narzeczoną, która była coraz słabsza z powodu gruźlicy z powikłania mi. Małżeństwo zawarli 24 października 1850 roku, jednak już 21 grudnia tegoż roku Mary zmarła.

#### Europa i Orient (1851–1853)

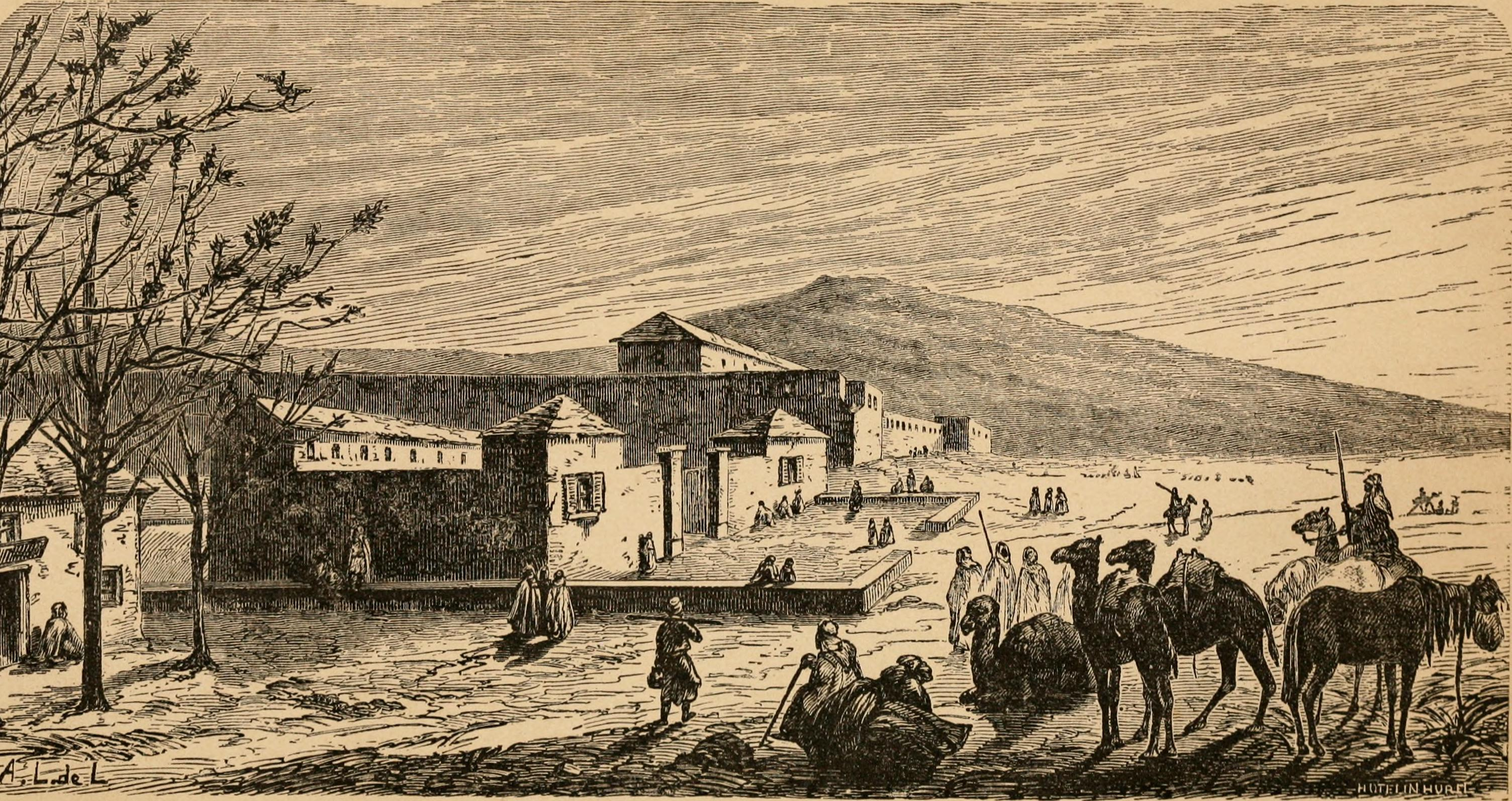
Scena z Afryki Północnej (źródło: The life, travels, and literary career of Bayard Taylor, s. 178)

Najbardziej popularny zbiór Taylora pt. A Book of Romances, Lyrics, and Songs został wydany w 1851 roku. W tymże roku poeta wyruszył (z bratem Williamem) w podróż do Anglii, Austrii i Egiptu (dotarł do szerokości goograficznej 12°30'N). Owocem tej podróży jest m.in. zbiór Poems of the Orient (1854), zawierający jeden z najbardziej popularnych poematów Taylora – The Bedouin Song. W końcu 1852 roku popłynął do Kalkuty, a stamtąd dotarł do Chin. Dołączył tam do wyprawy, którą organizował komodor United States Navy, Matthew C. Perry (zob. ekspedycja Perry’ego i traktat z Kanagawy – zakończenie sakoku). Pisał reportaże z podróży, m.in. do New York Tribune. W formie książkowej ukazały się w 1855 roku pt. A Visit to India, China and Japan in the Year 1853.

#### Europa i Arktyka (1855–1857)
Z podróży do Egiptu, Chin i Japonii Taylor wrócił do Ameryki 20 grudnia 1853 roku. Spotkał się z wyrazami dużej popularności – był zapraszany na liczne spotkania i wykłady (od Maine do Wisconsin), co było zajęciem przynoszącym spore zyski. W 1855 roku niegasnąca pasja podróżnicza sprawiła, że rozpoczął kolejną wędrówkę. Zamierzał przede wszystkim poznać kulturę Szwecji i innych krajów nordyckich. Przed wyjazdem do Szwecji odwiedził Niemcy i Anglię; w Anglii spędził dwa dni z Alfredem Lordem Tennysonem, rozmawiając o  poezji, religii, polityce i geologii. Po tej krótkiej wizycie wyjechał na lato do Norwegii, wspólnie z przyjacielem, Augustem Buflebem.  

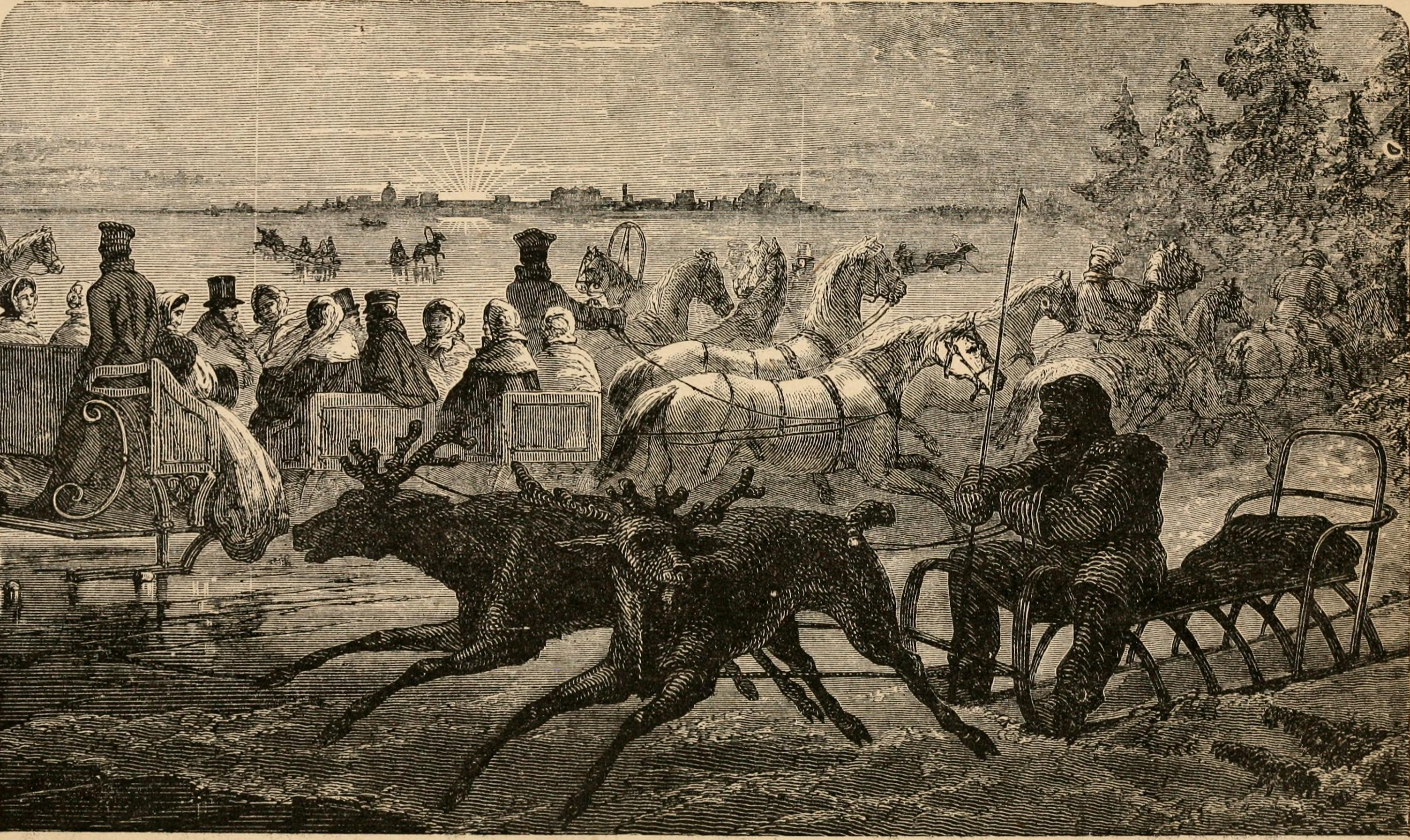
Ilustracja wspomnień z Laponii (źródło: The life, travels, and literary areer of Bayard Taylor, s. 255)

W Szwecji przebywał od grudnia 1856 roku. Spędził tydzień w Sztokholmie, a następnie, korzystając z rad szwedzkich naukowców, Andersa Retziusa i Karla Hartmana, zaplanował dwumiesięczną wędrówkę po Laponii (zob. mapa) i innych obszarach Arktyki. W Laponii odwiedził m.in. brytyjskiego ornitologa, Johna Wolleya, który w wiosce Muoniovaara (okolice Pajali przy granicy szwedzko-fińskiej) od  trzech lat realizował swój program badań owologicznych. Mógł tam również nawiązać bezpośredni kontakt z Larsem Læstadiusem, botanikiem uczestniczącym w latach 1838–1840 w interdyscyplinarnej międzynarodowej ekspedycji do Norwegii, Szwecji, Finlandii, Danii i Rosji, a od 1849 roku diakonem w gminie Pajala (szerzącym własny ruch religijny – laestadianizm, nurt luteranizmu).
Wracając ze Szwecji Taylor zatrzymał się w Gocie, u przyjaciela, Augusta. W domu Buflebów poznał siostrzenicę pani Bufleb, Marie Hansen – córkę znanego astronoma Petera Andreas Hansena. Po czterech miesiącach znajomości odbył się ich ślub (27 października 1857). Małżonkowie zdecydowali się odłożyć wyjazd do Ameryki m.in. ze względu na panujący tam wówczas kryzys finansowy. Zimą odbyli podróż do Grecji (upamiętnioną w Travels in Greece & Russia with an excursion into Crete), z której wiosną 1858 roku wrócili do Gothy. W październiku tegoż roku, po narodzinach córki Liliany, przenieśli się do Ameryki.
Na podstawie listów z podróży została wydana książka Northern Travel: Summer and Winter Pictures of Sweden, Denmark, and Lapland (wyd. 1857). Taylor opisał m.in. barwne sceny z codziennego życia Lapończyków, podjął próbę przeanalizowania różnic między osobowościami Szwedów i Finów (m.in. przyczyn obserwowanych różnic na tle informacji o dalekim pokrewieństwie Finów z Węgrami; zob. ludy ugrofińskie), opisał szybko rozprzestrzeniającą się w Laponii  tajemniczą „epidemię duchową”, której objawami bywały drgawki (zob. też napad padaczkowy, halucynacje), przejściowe stany półświadomości (nazywane transem i traktowane jako stany „opętania przez Ducha”), wizje porównywane do opisanych przez św. Jana z Patmos (utożsamianego z Janem Ewangelistą).

### Cedarcroft (1857–1874)

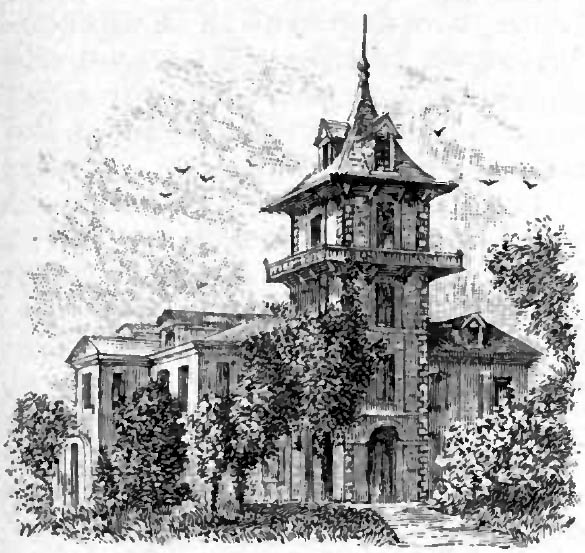
Cedarcroft – dom Taylora, miejsce zamieszkania w latach 1860–1874

Wkrótce po powrocie do Ameryki (październik 1858) Taylor zajął się projektowaniem i budową nowego domu Cedarcroft w pobliżu Kennett Square. Kosztowna budowa (ok. 15 tys. $dolarów) trwała ok. 2 lata. Wielka uroczystość oddania domu do użytku odbyła się 18 sierpnia 1860 roku. W czasie uroczystości wystawiono komedię Love at a Hotel autorstwa Taylora i jego przyjaciela, Richarda Stoddarda. Wśród gości byli m.in. Ralph Waldo Emerson, John Greenleaf Whittier, James Russell Lowell i Horace Greeley.
Pokrycie wydatków wymagało podejmowania bardziej dochodowych zajęć, a mniej lubianych od pisania wierszy, m.in. wygłaszania wykładów i pisania artykułów do gazet m.in. do Tribune (np. korespondencje z okresu wojny secesyjnej). W 1862 roku Taylor przyjął nominację na chargé d’affaires w ambasadzie amerykańskiej w Petersburgu, a w grudniu następnego roku przebywał m.in. w Paryżu i w Waszyngtonie, z kilkoma wykładami o Rosji. Wykładu w Willards Hall wysłuchał m.in. Abraham Lincoln, który przekazał prelegentowi krótki list z wyrazami podziwu. Po kilku latach (1869) Taylor opublikował Ballad of Abraham Lincoln (jeden z utworów dla dzieci).
W latach 60. coraz więcej czasu spędzał w Cedarcroft. W 1864 roku napisał swoją pierwszą nowelę, Hannah Thurston; A Story of American Life (wysoko ocenił ją Nathaniel Hawthorne), a następnie John Godfreys Fortunes; Related by Himself:  a Story of American Life (1864), The Story of Kennett (1866) i Colorado, a summer trip (1867). Podjął też wielkie dzieło przetłumaczenia na język angielski obu tomów Fausta – dramatu Goethego, zawierającego niemal 12 tys. wersów. Była to pierwsza próba tłumaczenia z zachowaniem oryginalnego metrum.
W 1869 roku, gdy pierwsza wersja tłumaczenia była ukończona, przyjął stanowisko profesora w Cornell University, gdzie wykładał literaturę niemiecką (Goethe, Lessing i Schiller). Nowela Joseph and his Friend; a story of Pennsylvania (1870) wzbudziła niewielkie zainteresowanie.
W ostatnim okresie życia przygotowywał materiały do biografii Goethego i Schillera. Tłumaczenie obu części Fausta opublikowano w latach 1870 i 1871. Zostało uznane za wybitne – jedno z najlepszych w światowej literaturze. Uważa się,
że głównie ten przekład stał się przyczyną popularności Taylora poza Ameryką.

### Nowy Jork i Berlin (1874–1878)
W wieku ok. 50 lat poeta doznawał pogarszającego się samopoczucia. Małżonkowie postanowili zrezygnować z Cedarcroft i zamieszkać w Nowym Jorku. Przenieśli się tam po powrocie Taylora z Berlina, gdzie przebywał w latach 1872–1874. W roku 1877 zaczął pisać poemat Prince Deukalion: A Lyrical Drama. Zamierzał przystąpić do pracy nad biografiami Goethego i Schillera po jego ukończeniu, jednak w 1878 roku został powołany na stanowisko ambasadora Stanów Zjednoczonych w Niemczech – przyjął je uważając, że pobyt w Berlinie będzie sprzyjał pisaniu biografii obu założycieli niemieckiej literatury klasycznej (zob. też Sturm und Drang). Wyjechał do Europy wraz z rodziną 11 kwietnia 1878 roku (tym samym statkiem, którym podróżował Mark Twain).
Nowy ambasador został w Berlinie serdecznie powitany. Sumiennie wykonywał nowe obowiązki i pisał entuzjastyczne listy do swoich bliskich, ale nie czuł się dobrze. Szybko tracił na wadze. W październiku zdiagnozowano schorzenie wątroby i obrzęk. 19 grudnia zmarł w czasie spokojnej popołudniowej drzemki na krześle. Został tymczasowo pochowany w Berlinie. Jego szczątki przewieziono do Nowego Jorku 13 marca następnego roku. Zostały początkowo złożone w ratuszu, w gabinecie gubernatora, a następnnie przewiezione pociągiem do Kennett Square – miejsca narodzin i wieloletniego zamieszkania. Procesja pogrzebowa – mieszkańcy i przyjaciele literaccy – odprowadziła zmarłego na Longwood Cemetery.

## Dzieła
W biografiach Bayarda Taylora są często wymieniane takie jego dzieła, jak wspomniane powyżej: tłumaczenie Fausta, Views A-foot…, A Book of Romances, Lyrics, and Songs, Poems of the Orient (z poematem The Bedouin Song) lub Eldorado; or, Adventures in the path of empire…. Taka lista w niewielkim stopniu ilustruje bogactwo jego literackiego dorobku oraz wielką różnorodność pod względem rodzaju utworów i ich tematyki. Dzieła są przechowywane m.in. w bibliotece UPenn. W Internet Archive zgromadzono ponad 300 dostępnych pozycji, umieszczonych w wielu kategoriach. 
Na The Online Books Page (Projekt Gutenberg) udostępniono: 

- Beauty and the Beast
- Faust (Taylor translation)
- The Lands of the Saracen: or, Pictures of Palestine, Asia Minor, Sicily, and Spain
- The Story of Kennett
- A History of Germany from the Earliest Times to the Present Day
- Northern Travel: Summer and Winter Pictures of Sweden, Denmark and LApland
- Stories by American Authors, Volume 1
- Travels in Arabia
- Views A-foot; Or, Europe Seen with Knapsack and Staff
- Who Was She?: From „The Atlantic Monthly” for September, 1874

Lista dzieł Taylora, udostępnionych w portalu Literature Network, obejmuje:

Opowiadania
- Can a Life Hide Itself?[32]
- Friend Eli’s Daughter[33]
- Jacob Flint’s Journey[34]
- Miss Bartram’s Trouble[35]
- Mrs. Strongitharm’s Report[36]
- The Experiences of the A.C.[37]
- The Strange Friend[38]
- Twin Love[39]
- Who Was She?[40]

Poezja
- The Unknown Student[41]

Fikcja literacka
- Beauty and The Beast[42]
- The Story of Kennett[26]

Literatura faktu
- Northern Travel[18]
- The Lands of the Saracen[43]
- Travels in Arabia[44]
- Views A-Foot[10]

## Upamiętnienie
W 1879 roku ukazał się tekst Isaaca E. Clarka A tribute to Bayard Taylor (esej i poemat na cześć zmarłego) oraz bogato ilustrowana książka Hermana Conwella pt. The life, travels, and literary career of Bayard Taylor (była wielokrotnie wznawiana). Opublikowano liczne wspomnienia i biografie, m.in. w Encyclopædia Britannica i Encyclopedia Americana. Poddawano analizom literackim poszczególne utwory (np. książka Juliany Haskell, Goethes Faust. A translation by B. Taylor, 1908).
W latach 1903 i 1907 wydano zbiór The poetical works of Bayard Taylor, opracowany przez Marie Taylor.
Fragmenty wierszy są cytowane w różnych okolicznościach w czasach współczesnych – np. tekst Bayarda Taylora umieszczono na obelisku upamiętniającym ofiary masakry w Dunblane Primary School (1996)
Imię Taylora nadano jednej ze szkół podstawowych w Nowy Jork (Bayard Taylor School).
W 1971 roku Cedarcroft uznano za National Historic Landmark.
W Episcopal Church of the Advent (kościele wybudowanym w Kennett Square) ufundowano witrażowe okno, nazwane Bayard Taylor Window.